# マルティナ・トライドス
マルティナ・トライドス（Martyna Trajdos 1989年4月5日- ）はドイツの柔道選手。ポーランドのベウハトゥフ出身。階級は63kg級。身長171cm。

## 人物
生後間もなく親族の住むドイツのハンブルクへ移った。小さい時に股関節形成不全と診断されるも、12歳の時に柔道を始めた。なお、ドイツとポーランド両方の市民権を有している。できればポーランド代表で国際大会への出場を望む気持ちもあったが、結果としてドイツ代表になることを選択した。2010年から2年連続してU23ヨーロッパ選手権大会63kg級で3位となった。2013年の世界選手権では7位だった。2014年の世界選手権も7位だったものの、世界団体では3位となった。2015年には世界ランキング上位選手で争われるワールドマスターズで3位になった。ヨーロッパ選手権を兼ねたヨーロッパ競技大会では、準決勝で世界チャンピオンであるフランスのクラリス・アグベニューを指導1で破ると、決勝では世界3位であるスロベニアのティナ・トルステニャクを技ありで破って優勝を果たした。世界選手権では初戦で敗れたが、世界団体では3位になった。グランドスラム・東京では決勝でトルステニャクに一本勝ちして優勝を飾った。なお、同じFlam91クラブに所属するフランスのロイク・コルバルとは恋人関係にある。2016年のリオデジャネイロオリンピックでは初戦で敗れた。2017年の世界選手権と2018年の世界選手権ではともに5位で終わった。2019年に東京で開催された世界選手権では準々決勝で敗れるも、その後の敗者復活戦を勝ち上がって3位になった。2021年7月に日本武道館で開催された東京オリンピックでは初戦で敗れた。なお、試合前にコーチが、トライドスの両頬を平手打ちして試合に送り出した。この行為に対してIJFは、「柔道は教育的なスポーツであり、このような行動は容認できない」と声明を出すとともに、コーチに厳重注意を与えた。一方でトライドス本人は、「試合前に私が選んだ儀式で自分が頼んだこと。コーチは私に気合を入れるためにやってくれた」と語った。混合団体では3位になった。2022年12月には現役引退を表明した。

## 主な戦績
- 2010年 - ヨーロッパ軍人選手権大会　2位
- 2010年 - U23ヨーロッパ選手権大会　3位
- 2011年 - ユニバーシアード　5位
- 2011年 - U23ヨーロッパ選手権大会　3位
- 2012年 - ワールドカップ・ソフィア　優勝
- 2012年 - グランドスラム・モスクワ　2位
- 2012年 - グランドスラム・東京　5位
- 2013年 - ヨーロッパ選手権　団体戦　3位
- 2013年 - グランドスラム・バクー　3位
- 2013年 - グランドスラム・モスクワ　3位
- 2013年 - 世界選手権　7位
- 2013年 - グランプリ・青島　優勝
- 2014年 - グランプリ・サムスン　3位
- 2014年 - ヨーロッパ選手権　団体戦　2位
- 2014年 - グランプリ・ハバナ　3位
- 2014年 - グランプリ・ウランバートル　3位
- 2014年 - 世界選手権　7位
- 2014年 - 世界団体　3位
- 2014年 - グランプリ・タシュケント　3位
- 2014年 - グランドスラム・アブダビ　3位
- 2014年 - グランドスラム・東京　5位
- 2015年 - グランプリ・デュッセルドルフ　3位
- 2015年 - グランプリ・トビリシ　3位
- 2015年 - グランドスラム・バクー　2位
- 2015年 - ワールドマスターズ　3位
- 2015年 - ヨーロッパ競技大会　個人戦　優勝　団体戦　2位
- 2015年 - 世界団体　3位
- 2015年 - グランドスラム・パリ　3位
- 2015年 - グランドスラム・アブダビ 2位
- 2015年 - グランドスラム・東京　優勝
- 2016年 -　グランドスラム・パリ　3位
- 2017年 -　グランプリ・デュッセルドルフ　2位
- 2017年 -　グランドスラム・エカテリンブルグ　優勝
- 2017年 -　世界選手権　5位
- 2018年 -　グランドスラム・パリ　3位
- 2018年 - ヨーロッパ選手権　3位
- 2018年 - グランプリ・ブダペスト　2位
- 2018年 - 世界選手権　5位
- 2019年 - グランプリ・トビリシ　3位
- 2019年 - グランドスラム・バクー　3位
- 2019年 - グランプリ・フフホト　優勝
- 2019年 - ヨーロッパ競技大会　5位
- 2019年 - 世界選手権　3位
- 2020年 -　グランプリ・テルアビブ　3位
- 2020年 - ヨーロッパ選手権　3位
- 2021年 -　東京オリンピック混合団体　3位

(出典、JudoInside.com)